# Entephria gelata
Entephria gelata är en fjärilsart som beskrevs av Achille Guenée 1858. Entephria gelata ingår i släktet Entephria och familjen mätare. Inga underarter finns listade i Catalogue of Life.